# Goldene Kamera 2000
Die Verleihung der Goldenen Kamera 2000 fand am 8. Februar 2000 im Konzerthaus am Gendarmenmarkt in Berlin statt. Es war die 35. Verleihung dieser Auszeichnung. Das Publikum wurde durch Michael Lohmann (Chefredakteur Hörzu) begrüßt. Die Moderation übernahm Ulla Kock am Brink. An der Veranstaltung nahmen etwa 500 Gäste teil. Die Verleihung wurde am 13. Februar 2000 um 21:45 Uhr auf dem Fernsehsender ZDF übertragen. Die Leser wählten in der Kategorie Bester Fernsehfilm ihren Favoriten.

## Preisträger

### Beste deutsche Schauspielerin
- Mariele Millowitsch – Nikola und girl friends – Freundschaft mit Herz

### Bester deutscher Schauspieler
- Armin Rohde – St. Pauli Nacht

### Bester Fernsehfilm
- Dunkle Tage von Margarethe von Trotta (Hörzu-Leserwahl)

### Beste Regie
- Wim Wenders – Buena Vista Social Club und The Million Dollar Hotel

### Beste deutsche Pop-Musik
- Sabrina Setlur (für über 1,7 Mio. verkaufte CDs)

### Senkrechtstarter Pop-Musik
- Echt

### Beste Nachwuchsschauspielerin
- Laura Tonke (Lilli-Palmer-Gedächtniskamera)

### Beste Comedy
- Bastian Pastewka – Die Wochenshow

### Dokumentation
- Herlinde Koelbl – Spuren der Macht

### Kultur
- Marcel Reich-Ranicki – Das Literarische Quartett

### Ehrenpreis Berlin
- Artur Brauner
- Edith Hancke
- Marianne Hoppe
- Harald Juhnke
- Hildegard Knef
- René Kollo
- Paul Kuhn
- Evelyn Künneke
- Günter Lamprecht
- Brigitte Mira
- Günter Pfitzmann
- Wolfgang Rademann
- Volker Schlöndorff
- Wolfgang Spier
- Helen Vita
- Horst Wendlandt

### Auszeichnungen für internationale Gäste

#### Film International
- George Clooney
- Sophie Marceau

## Sonstiges
- Ulla Kock am Brink trat mit Spock-Ohren auf die Bühne.[1]

## Weblink
- Goldene Kamera 2000 – 35. Verleihung